# الخشفاه
ال خشفاه یک منطقهٔ مسکونی در امارات متحده عربی است که در رأس‌الخیمه واقع شده‌است.

## خصوصیات
ال خشفاه ۸۸۹ متر بالاتر از سطح دریا واقع شده‌است.